# El Puertillo
El Puertillo es una localidad del municipio de Arucas, en la isla de Gran Canaria, comunidad autónoma de Canarias, en  España. Está situado en la costa del municipio, al oeste de Punta Camello, junto a una pequeña playa de arena negra. Se halla a unos 4,5 km de la cabecera municipal, a 11 km de Las Palmas de Gran Canaria y a 22 km del Puerto de las Nieves en Agaete. En 2022 contaba con 1462 habitantes.

## Toponimia

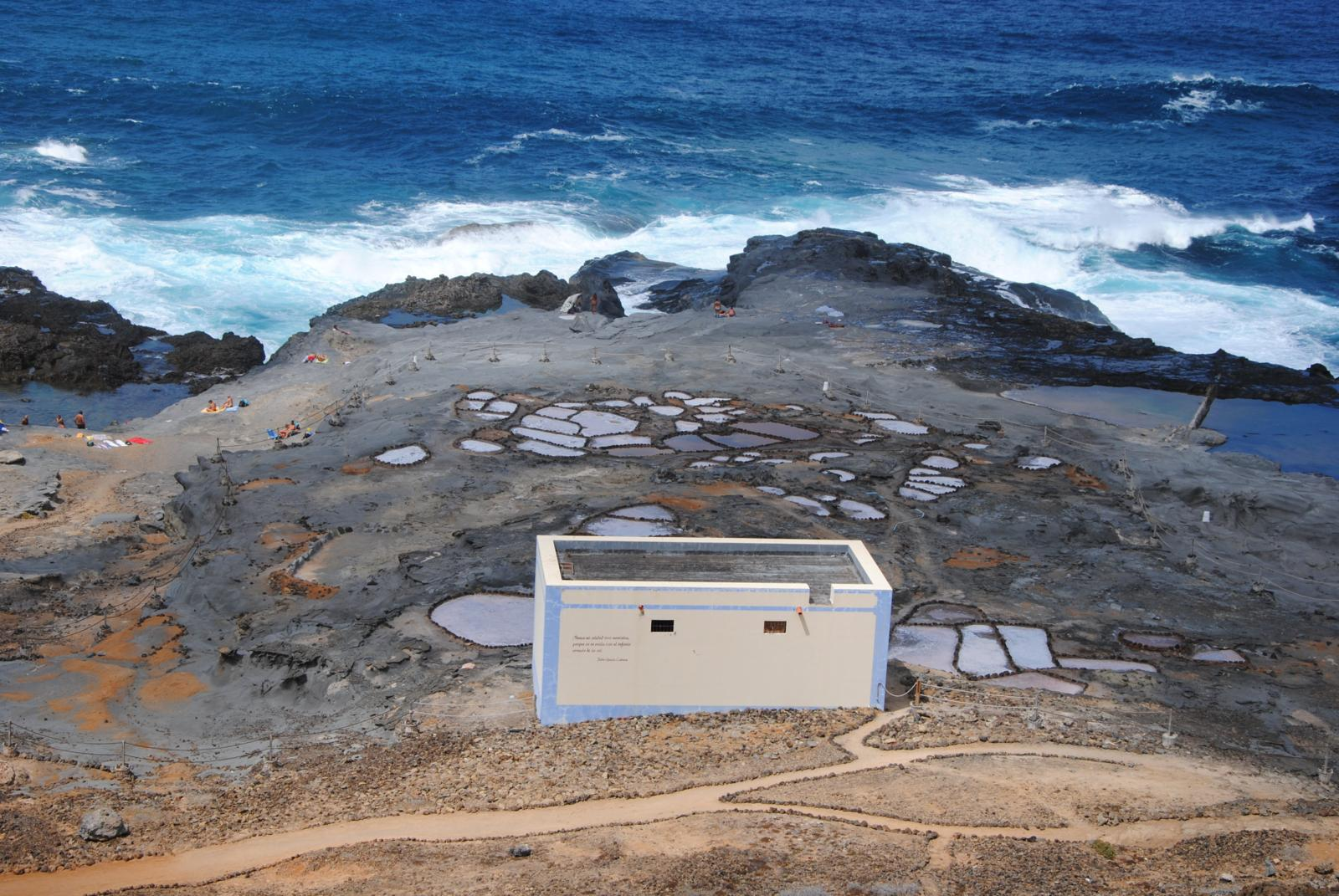
Salinas El Bufadero.

Este barrio debe su nombre correcto a su "puertillo" que estableció cierta actividad marinera relacionada con la pesca y la creación de unas salinas a lo largo de la costa. En la antigüedad se llamaba puertos a aquellos lugares donde se podía fondear una embarcación, y aquí lo hacían en una pequeña caleta de arena o callados con sus caletones y veriles anexos, al soco de los vientos.
No es extraño encontrar en los mapas antiguos o escritos el topónimo El Puertillo como Portillo, Puerto de Bañaderos, El Puertito o simplemente Puerto.

## Historia
Hablar de la historia de El Puertillo es hablar de Bañaderos, uno de los primeros topónimos que se citan en las crónicas de la conquista de Gran Canaria. Hay que considerar que El Puertillo hasta hace apenas unas décadas era un Pago de Bañaderos. El crecimiento urbano de este ha propiciado que la administración  le concediera entidad propia. Los conquistadores "bautizaron" a este lugar como Bañaderos por sus charcas marinas que eran frecuentadas por los antiguos pobladores de la isla.

### Periodo aborigen
Los aborígenes canarios denominaban a este lugar de la costa norte de la isla de Gran Canaria como Airaga/Ayraga. 
No hay constancia de asentamientos prehispánicos permanentes en el actual Puertillo y es de suponer que no los hubiera (los antiguos canarios evitaban como norma general zonas costeras de fácil acceso para las embarcaciones por cuestiones de seguridad) sin embargo la presencia de estos en el lugar es una evidencia.
El asentamiento más próximo e importante que había en la zona era el "cantón de Arehucas" perteneciente al Guanartemato de Gáldar.

## Fiestas
Fiestas de Santa Lucía

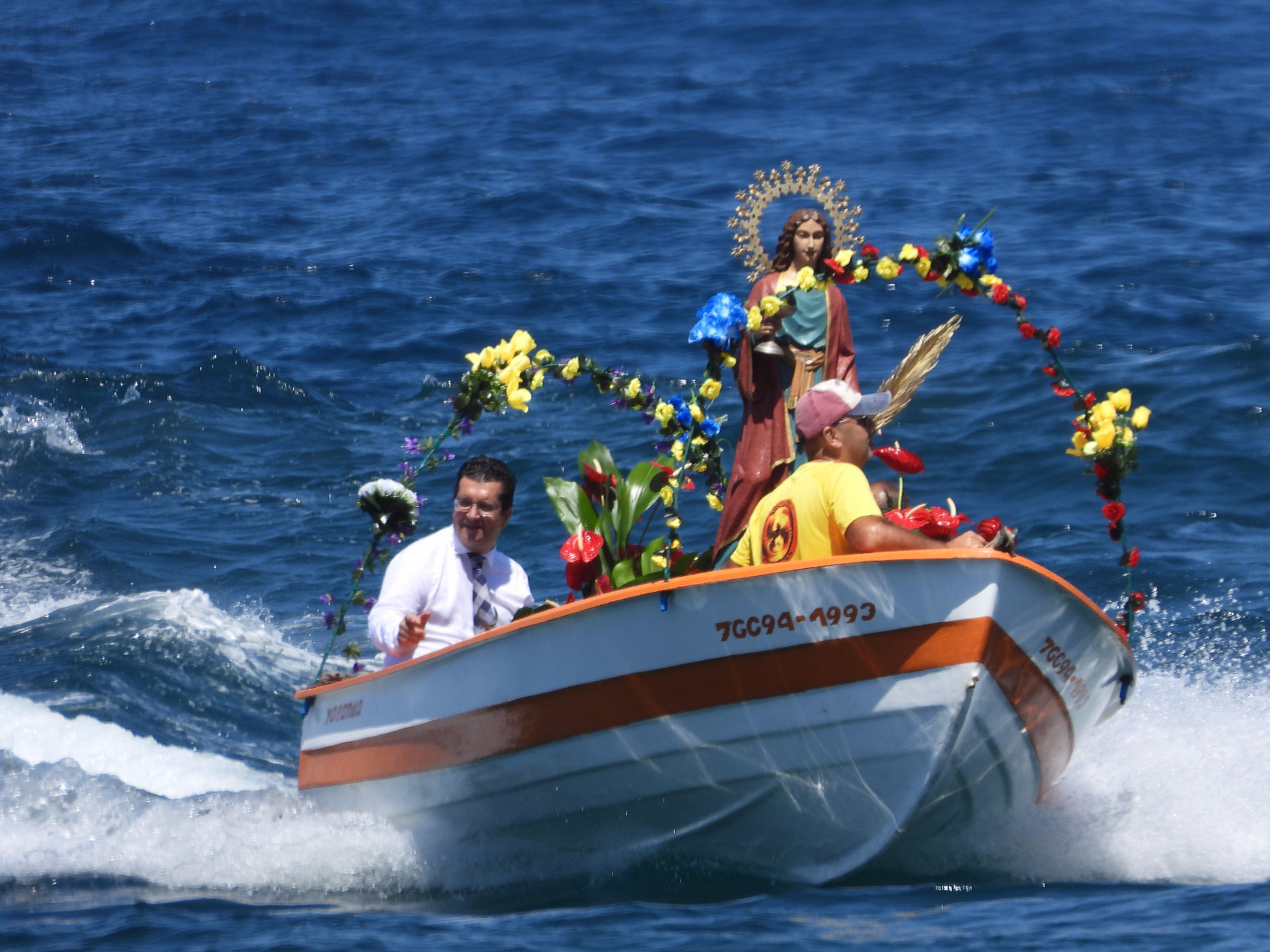
Procesión marítima a Santa Lucía 2019, El Puertillo.

El Puertillo celebra sus fiestas patronales en el mes de septiembre en honor a Santa Lucía. Entre los actos principales destacar la Procesión Marítima. La Santa es embarcada por los vecinos del barrio en pequeños botes y procesionada  por el litoral aruquense.
El espectáculo pirotécnico en vísperas del día principal es sin duda el evento con mayor afluencia de público. Miles de curiosos del resto de la isla se acercan a este enclave costero para disfrutar de la exhibición pirotécnica.
Cangrejo Fest
Festival de música y ocio que se celebra durante el primer fin de semana del mes de octubre. Evento organizado por el Ayuntamiento de Arucas desde el año 2016.

## Lugarés de interés
- Playa El Puertillo: Con unas dimensiones de 120 metros de largo y 30 metros de ancho aproximadamente es una de las playas más concurridas del norte de Gran Canaria. Está compuesta de arena negra en su zona central y de rocas en los extremos. En el año 2014 la Fundación Europea de Educación Ambiental distinguió a la playa con la Bandera Azul por sus condiciones medioambientales favorables manteniendo dicha condecoración cada año hasta la actualidad.[6]
- Salinas El Bufadero: Las salinas reciben este nombre por estar situadas en un área del acantilado donde surge un chorro de agua y espuma, producido por la acción del mar en la parte baja de la roca. Concretando más, en una grieta de la misma el aire es comprimido repentinamente por el efecto del oleaje, y cuando retrocede el agua esta se libera súbitamente con fuerza explosiva emitiendo un sonido de ventosidad que en Canarias es mal llamado «bufo». Las salinas del Bufadero datan probablemente del siglo XVII y forman parte de un conjunto de seis salinas ubicadas en este litoral, siendo estas las que más han perdurado por su ubicación y morfología. El patronato fundado por el Coronel Francisco Manrique Amoreto el 31 de marzo de 1748 ya incluía entre sus bienes siete fanegas de Tierras labradías y “arrifes” denominadas las Salinas o El Cardón, en la costa del Bañadero. Las salinas sobre roca constituyen un endemismo etnográfico por su primaria tecnología y modelo de asentamiento. Son un valioso ejemplo de una actividad económica tradicional muy antigua, con estructuras inalteradas hasta hace poco tiempo, por lo que están catalogadascomo Bien de Interés Cultural.[7]
- Los Charcones: Conjunto de charcas naturales y artificiales (Charco de Los Erizos, El Plato, Las Mujeres y Las Canteras). En la actualidad en el lugar hay una piscina artificial de grandes dimensiones que engloba los mencionados Charco de Las Mujeres y Las Canteras la cual fue construida en el año 2010/11. Los Charcones ha sido distinguida por la Unión Europea con la Bandera Azul de manera consecutiva desde el año 2014.

"Mito o realidad, leyenda o tradición, cuenta la historia que la princesa Thenesoya Vidina acudía con sus doncellas a la atracción de los remansos de cristalinas aguas del lugar que se conoce como Los Charcones"

- Charco de Las Palomas: Charca natural situada sobre una superficie basáltica de gran valor geológico.

## El Surf en El Puertillo

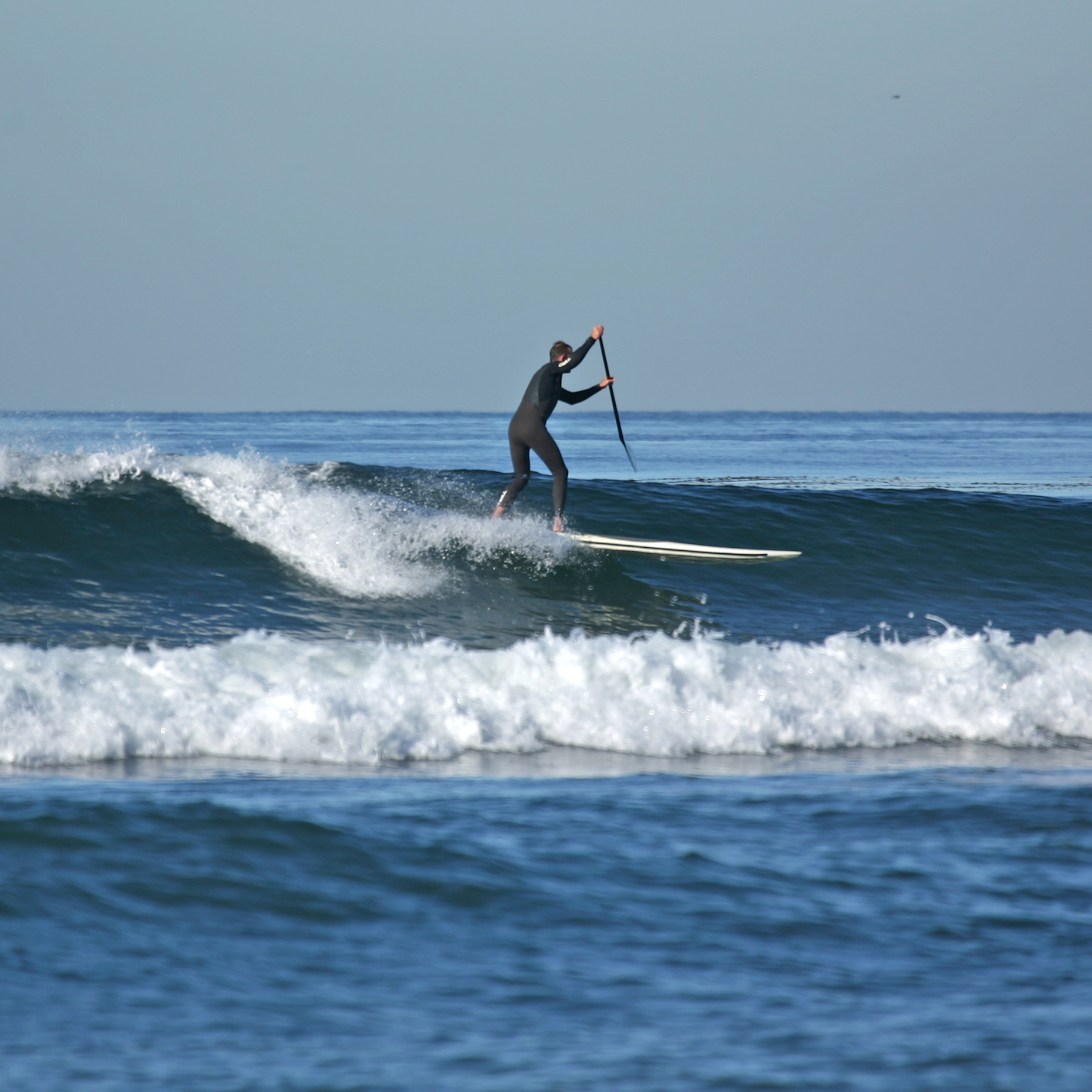
Paddle surf.

El Puertillo, al igual que toda la Costa Lairaga, reúne las condiciones idóneas para la práctica del surf y sus modalidades (bodyboard, shortboard, longboard y paddle surf). 